# 兪応孚
兪 応孚（ユ・ウンブ、ゆ おうふ、ハングル: 유응부、? - 1456年）は、李氏朝鮮前期の武臣。死六臣の一人。字は信之、号は碧梁。諡号は忠穆。本貫は杞渓兪氏。

## 生涯
早くに武科に及第し、北辺防備の任に当たり、1448年に僉知中枢院事、1449年に慶源都護府使・慶源節制使を経て、1452年には義州牧使に任命された。翌年、1453年には平安左道都節制使に任命された。1455年4月に判江界都護府事を経て、6月に世祖が王位に就くと、武臣の最高位である同知中枢院事をとなった。
端宗が世祖によって退位させられると、端宗の復位陰謀に連座し、処刑された。
弓の名手であり、学識も深く、世宗・文宗に愛された。気骨壮大で孝行者であり、宰相級である正二品に至っても、食事を欠かすほどに清廉で潔白であった。武臣ながら学問に優れ、絶義派学者としても知られ、詩調3つが伝わる。 粛宗により、兵曹判書に追贈された。果川の愍節書院、洪州の魯雲書院などに祀られた。

## 登場する作品
- 『死六臣』（KBS、2007年 俳優: パン・ソグン）
- 『王女の男』（KBS、2011年～2011年 俳優: イ・ソック）